# Сюй Ифань
Сюй Ифа́нь (кит. упр. 徐一幡, пиньинь  Xú Yīfán; род. 8 августа 1988 года в Тяньцзине, Китай) — китайская теннисистка; финалистка двух турниров Большого шлема в парном разряде (Уимблдон-2019, Открытый чемпионат США-2020) и одного в миксте (Уимблдон-2023); победительница 14 турниров WTA в парном разряде.

## Общая информация
Сюй Ифань в теннисе с шести лет. Любимое покрытие — грунт.

## Спортивная карьера

### 2005—2017
Профессиональную карьеру Сюй начала в 2005 году. Основных результатов она добилась в парном разряде. В одиночном разряде она смогла выиграть за карьеру один турнир из цикла ITF в апреле 2014 года на 25-тысячнике в Китае. В основной одиночной сетке на турнирах серии Большого шлема она сыграла один раз — в 2015 году на Уимблдонском турнире.
В сентябре 2007 года состоялся дебют Сюй Ифань в WTA-туре на турнире в Пекине. Если в одиночках она проиграла в первом же раунде, то в парном разряде смогла с ходу попасть в финал, выступив в команде с Хань Синьюнь. Ровно через год их дуэт повторил этот результат и вновь сыграл в финале. Дебютного титула в основном туре китаянке пришлось ждать ещё пять лет. В сентябре 2013 года в альянсе с Чжань Цзиньвэй она выиграла соревнования в Сеуле. В ноябре того же года с Мисаки Дои она победила на турнире серии WTA 125 в Нанкине. В 2014 году Сюй Ифань вышла в четвертьфинал Открытого чемпионата США в команде с Зариной Дияс. В августе 2015 года она выиграла второй парный титул WTA в карьере на турнире в Станфорде, где сыграла в команде с соотечественницей Чжэн Сайсай. В октябре они завоевали парный трофей турнира в Тяньцзине.
В январе 2016 года Сюй Ифань и Чжэн Сайсай вышли в полуфинал Открытого чемпионата Австралии в парном разряде. На Открытом чемпионате Франции того года они прошли в четвертьфинал. В августе Сюй Ифань и Чжэн Сайсай приняли участие на летних Олимпийских играх в Рио-де-Жанейро и выбыли на стадии второго раунда олимпийского турнира в женской паре. В концовке сезона Сюй в партнёрстве с турецкой теннисисткой Ипек Сойлу выиграла Трофей элиты WTA — второй по значимости Итоговый турнир года. По итогам сезона 2016 года китаянка вошла в топ-20 парного рейтинга.
На Открытом чемпионате Австралии 2017 года Сюй Ифань в паре с Ракель Атаво смогла выйти в четвертьфинал. В марте с представительницей Канады Габриэлой Дабровски она выиграла Премьер-турнире в Майами. Следующий титул их дуэт завоевал в августе того же года на турнире в Нью-Хейвене, а на Открытом чемпионате США они дошли до четвертьфинала. В 2017 году Сюй Ифань заняла 16-е место парного рейтинга.

### 2018—2022
В 2018 году сотрудничество Сюй и Дабровски продолжилось. На старте сезона они выиграли турнир в Сиднее, обыграв в финале пару Андреа Сестини Главачкова и Латиша Чан со счётом 6:3, 6:1. Это 7-й титул Сюй Ифань в парных состязаниях. На Открытом чемпионате Австралии Дабровски и Сюй доиграли до четвертьфинала. В феврале на турнире в Санкт-Петербурге они дошли до полуфинала, где уступила паре Тимея Бачински и Вера Звонарёва. В марте на престижном турнире в Индиан-Уэллсе они также доиграли до полуфинала. В грунтовой части сезона сильных результатов показать не удалось, зато в июне на первом же турнире на траве — в Истборне Дабровски и Сюй выиграли титул. На Уимблдоне они остановились в шаге от выхода в решающий матч, остановившись в полуфинале. В концовке сезона они сыграли в финале крупного турнира в Пекине, где проиграли чешскому дуэту Андреа Сестини Главачкова и Барбора Стрыцова. По итогам сезона Сюй Ифань ещё ближе подобралась в первой десятке парного рейтинга, заняв итоговое 12-е место рейтинга.
В феврале 2019 года Сюй впервые сыграла за сборную Китая в отборочных матчах Кубка Федерации. В мае она в паре с Дабровски смогла выйти в финал турнира высшей категории в Мадриде, где они проиграли Се Шувэй и Барборе Стрыцовой — 3:6, 1:6. Через две недели они выиграли титул на турнире в Нюрнберге. На Открытом чемпионате Франции Дабровски и Сюй доиграли до четвертьфинала. После турнира китайская теннисистка смогла войти в топ-10 парного рейтинга. В июле Дабровски и Сюй добрались до первого совместного финала Большого шлема. На Уимблдоне они выиграли пять матчей, проиграв в них только один сет в полуфинале, однако в решающем матче вновь проиграли Се Шувэй и Барборе Стрыцовой со счётом 2:6, 4:6. На Открытом чемпионате США их результатом стал выход в 1/4 финала. На третьем совместном Итоговом турнире не смогли выйти из группы. Сюй впервые в карьере завершила год в первой десятке, заняв восьмое место в итоговом парном рейтинге.
В начале 2020 года Сюй Ифань поднялась на самую высокую в карьере — седьмую строчку парного рейтинга. В этом сезоне её партнёршей по играм стала американка Николь Мелихар. В январе они выиграли турнир в Аделаиде (десятый титул WTA в карьере китаянки). В финале были обыграны бывшая партнёрша Сюй Ифань — Габриэла Дабровски и Дарья Юрак. После перерыва в сезоне Мелихар и Сюй хорошо выступили в США. В августе они сыграли в финале, перенесенного из Цинциннати, турнира в Нью-Йорке, а затем в сентябре сыграли в финале уже Открытого чемпионата США. Вторая попытка взять титул Большого шлема в главном матче закончилась для Сюй Ифань снова поражением. На это раз от Веры Звонарёвой и Лауры Зигемунд — 4:6, 4:6. После этого Сюй не играла до конца сезона в официальных матчах.
В 2021 году Сюй Ифань стала выступать с соотечественницей Ян Чжаосюань. В марте они вышли в финал турнира серии Премьер 5 в Дубае. Далее сильных результатов по ходу сезона они не показывали и последним совместным выступлением в том сезоне стала игра на Олимпийских играх в Токио, где китайский дуэт проиграл во втором раунде.
В 2022 году китаянки продолжили выступать вместе и в марте смогли выиграть крупный турнир в Индиан-Уэллсе, где в финале обыграли пару Эйжа Мухаммад и Эна Сибахара — 7:5, 7:6(4). На Открытом чемпионате Франции они единственный раз в сезоне прошли в четвертьфинал Большого шлема. В августе Сюй и Ян выиграли турнир в Сан-Хосе. В октябре на турнире серии Премьер 5 в Гвадалахаре вышли в полуфинал. Итоговый турнир завершился на групповой стадии (одна победа и два поражения).

## Итоговое место в рейтинге WTA по годам
| Год  | Одиночный рейтинг | Парный рейтинг |
| 2024 |                   | 43             |
| 2023 |                   | 55             |
| 2022 |                   | 15             |
| 2021 |                   | 37             |
| 2020 |                   | 9              |
| 2019 |                   | 8              |
| 2018 | 1 170             | 12             |
| 2017 | 667               | 16             |
| 2016 | 421               | 20             |
| 2015 | 205               | 49             |
| 2014 | 182               | 75             |
| 2013 | 350               | 99             |
| 2012 | 261               | 151            |
| 2011 | 313               | 148            |
| 2010 | 277               | 121            |
| 2009 | 402               | 226            |
| 2008 | 297               | 92             |
| 2007 | 357               | 124            |
| 2006 | 423               | 352            |
| 2005 | 850               |                |

## Выступления на турнирах

### Финалы турнировWTA 125иITFв одиночном разряде (6)

#### Победа (1)
| Легенда:          |
| ----------------- |
| WTA 125 (0+1)*    |
| 100.000 USD (0)   |
| 75.000 USD (0+3)  |
| 50.000 USD (0+5)  |
| 25.000 USD (1+11) |
| 10.000 USD (0+2)  |

| Титулы по покрытиям | Титулы по месту проведения матчей турнира |
| ------------------- | ----------------------------------------- |
| Хард (1+17)*        | Зал (0+1)                                 |
| Грунт (0+3)         | Зал (0+1)                                 |
| Трава (0+1)         | Открытый воздух (1+21)                    |
| Ковёр (0+1)         | Открытый воздух (1+21)                    |

* количество побед в одиночном разряде + количество побед в парном разряде.
| №  | Дата           | Турнир         | Покрытие | Соперница в финале | Счёт       |
| 1. | 27 апреля 2014 | Наньнин, Китай | Хард     | Чжань Юнжань       | 6-3 7-6(1) |

#### Поражения (5)
| №  | Дата           | Турнир               | Покрытие   | Соперница в финале | Счёт        |
| 1. | 13 мая 2007    | Чэнду, Китай         | Хард       | Чжан Шуай          | 2-6 3-6     |
| 2. | 25 апреля 2010 | Чханвон, Южная Корея | Хард       | Ли Джин А          | 6-3 4-6 2-6 |
| 3. | 23 мая 2010    | Каруидзава, Япония   | Ковёр      | Нацуми Хамамура    | 1-6 2-6     |
| 4. | 1 июня 2014    | Чжэнчжоу, Китай      | Хард       | Чжан Кайлинь       | 5-7 4-6     |
| 5. | 20 июля 2014   | Пхукет, Таиланд      | Хард (зал) | Ван Яфань          | 6-3 2-6 5-7 |

### Финалы турниров Большого шлема в парном разряде (2)

#### Поражения (2)
| №  | Год  | Турнир                 | Покрытие | Партнёрша          | Соперницы в финале            | Счёт    |
| 1. | 2019 | Уимблдон               | Трава    | Габриэла Дабровски | Се Шувэй Барбора Стрыцова     | 2-6 4-6 |
| 2. | 2020 | Открытый чемпионат США | Хард     | Николь Мелихар     | Вера Звонарёва Лаура Зигемунд | 4-6 4-6 |

### Финалы турнировWTAв парном разряде (25)

#### Победы (14)
| Легенда: До 2009 года       | Легенда: С 2009 года                         |
| --------------------------- | -------------------------------------------- |
| Турниры Большого шлема (0)* |                                              |
| Олимпиада (0)               |                                              |
| Итоговый турнир WTA (0)     |                                              |
| Трофей элиты WTA (0+1)      |                                              |
| 1-я категория (0)           | Premier Mandatory / WTA 1000 Mandatory (0+2) |
| 2-я категория (0)           | Premier 5 / WTA 1000 (0)                     |
| 3-я категория (0)           | Premier / WTA 500 (0+6)                      |
| 4-я категория (0)           | International / WTA 250 (0+5)                |
| 5-я категория (0)           | International / WTA 250 (0+5)                |

| Титулы по покрытиям | Титулы по месту проведения матчей турнира |
| ------------------- | ----------------------------------------- |
| Хард (0+11)*        | Зал (0+1)                                 |
| Грунт (0+2)         | Зал (0+1)                                 |
| Трава (0+1)         | Открытый воздух (0+13)                    |
| Ковёр (0)           | Открытый воздух (0+13)                    |

* количество побед в одиночном разряде + количество побед в парном разряде.
| №   | Дата             | Турнир                  | Покрытие   | Партнёрша          | Соперницы в финале                            | Счёт              |
| 1.  | 22 сентября 2013 | Сеул, Южная Корея       | Хард       | Чжань Цзиньвэй     | Ракель Копс-Джонс Абигейл Спирс               | 7-5 6-3           |
| 2.  | 9 августа 2015   | Станфорд, США           | Хард       | Чжэн Сайсай        | Анабель Медина Гарригес Аранча Парра Сантонха | 6-1 6-3           |
| 3.  | 18 октября 2015  | Тяньцзинь, Китай        | Хард       | Чжэн Сайсай        | Николь Мелихар Дарья Юрак                     | 6-2 3-6 [10-8]    |
| 4.  | 6 ноября 2016    | Трофей элиты WTA        | Хард (зал) | Ипек Сойлу         | Ю Сяоди Ян Чжаосюань                          | 6-4 3-6 [10-7]    |
| 5.  | 2 апреля 2017    | Майами, США             | Хард       | Габриэла Дабровски | Саня Мирза Барбора Стрыцова                   | 6-4 6-3           |
| 6.  | 26 августа 2017  | Нью-Хейвен, США         | Хард       | Габриэла Дабровски | Эшли Барти Кейси Деллакква                    | 3-6 6-3 [10-8]    |
| 7.  | 12 января 2018   | Сидней, Австралия       | Хард       | Габриэла Дабровски | Андреа Сестини Главачкова Чжань Юнжань        | 6-3 6-1           |
| 8.  | 30 июня 2018     | Истборн, Великобритания | Трава      | Габриэла Дабровски | Ирина-Камелия Бегу Михаэла Бузарнеску         | 6-3 7-5           |
| 9.  | 25 мая 2019      | Нюрнберг, Германия      | Грунт      | Габриэла Дабровски | Николь Мелихар Шэрон Фичмен                   | 4-6 7-6(5) [10-5] |
| 10. | 17 января 2020   | Аделаида, Австралия     | Хард       | Николь Мелихар     | Габриэла Дабровски Дарья Юрак                 | 2-6 7-5 [10-5]    |
| 11. | 19 марта 2022    | Индиан-Уэлс, США        | Хард       | Ян Чжаосюань       | Эйжа Мухаммад Эна Сибахара                    | 7-5 7-6(4)        |
| 12. | 7 августа 2022   | Сан-Хосе, США (2)       | Хард       | Ян Чжаосюань       | Сюко Аояма Чжань Хаоцин                       | 7-5 6-0           |
| 13. | 27 мая 2023      | Страсбург, Франция      | Грунт      | Ян Чжаосюань       | Дезире Кравчик Гильяна Ольмос                 | 6-3 6-2           |
| 14. | 24 августа 2024  | Кливленд, США           | Хард       | Кристина Букша     | Сюко Аояма Эри Ходзуми                        | 3-6 6-3 [10-6]    |

#### Поражения (11)
| №   | Дата             | Турнир                 | Покрытие | Партнёрша          | Соперницы в финале                         | Счёт           |
| 1.  | 23 сентября 2007 | Пекин, Китай           | Хард     | Хань Синьюнь       | Се Шувэй Чжуан Цзяжун                      | 6-7(3) 3-6     |
| 2.  | 28 сентября 2008 | Пекин, Китай (2)       | Хард     | Хань Синьюнь       | Каролина Возняцки Анабель Медина Гарригес  | 1-6 3-6        |
| 3.  | 9 января 2016    | Шэньчжэнь, Китай       | Хард     | Чжэн Сайсай        | Ваня Кинг Моника Никулеску                 | 1-6 4-6        |
| 4.  | 16 октября 2016  | Тяньцзинь, Китай       | Хард     | Магда Линетт       | Кристина Макхейл Пэн Шуай                  | 6-7(8) 0-6     |
| 5.  | 7 октября 2018   | Пекин, Китай (3)       | Хард     | Габриэла Дабровски | Андреа Сестини Главачкова Барбора Стрыцова | 6-4 4-6 [8-10] |
| 6.  | 11 мая 2019      | Мадрид, Испания        | Грунт    | Габриэла Дабровски | Се Шувэй Барбора Стрыцова                  | 3-6 1-6        |
| 7.  | 14 июля 2019     | Уимблдон               | Трава    | Габриэла Дабровски | Се Шувэй Барбора Стрыцова                  | 2-6 4-6        |
| 8.  | 29 августа 2020  | Нью-Йорк, США          | Хард     | Николь Мелихар     | Квета Пешке Деми Схюрс                     | 1-6 6-4 [4-10] |
| 9.  | 11 сентября 2020 | Открытый чемпионат США | Хард     | Николь Мелихар     | Вера Звонарёва Лаура Зигемунд              | 4-6 4-6        |
| 10. | 13 марта 2021    | Дубай, ОАЭ             | Хард     | Ян Чжаосюань       | Алекса Гуарачи Дарья Юрак                  | 0-6 3-6        |
| 11. | 24 мая 2024      | Рабат, Марокко         | Грунт    | Анна Данилина      | Яна Сизикова Ирина Хромачёва               | 3-6 2-6        |

### Финалы турнировWTA 125иITFв парном разряде (35)

#### Победы (22)
| №   | Дата            | Турнир                | Покрытие   | Партнёрша        | Соперницы в финале                  | Счёт              |
| 1.  | 14 мая 2006     | Таракан, Индонезия    | Хард (зал) | Ся Хуань         | Сэнди Гумуля Септи Менде            | 6-2 6-7(3) 7-6(5) |
| 2.  | 10 июня 2007    | Чанша, Китай          | Хард       | Хуан Лэй         | Кумико Иидзима Чжань Цзиньвэй       | 6-3 6-4           |
| 3.  | 17 июня 2007    | Гуанчжоу, Китай       | Хард       | Хуан Лэй         | Чжоу Имяо Чэнь Яньчун               | 6-2 7-6(4)        |
| 4.  | 2 декабря 2007  | Сямынь, Китай         | Хард       | Хань Синьюнь     | Сунь Шэннань Цзи Чуньмэй            | 6-4 7-5           |
| 5.  | 16 мая 2008     | Казерта, Италия       | Грунт      | Хань Синьюнь     | Кристина Виллер Софи Фергюсон       | 4-6 6-4 [10-8]    |
| 6.  | 7 июня 2009     | Коморо, Япония        | Грунт      | Чжан Шуай        | Варатчая Вонгтинчай Аюми Ока        | 6-2 6-1           |
| 7.  | 15 января 2010  | Пинго, Китай          | Хард       | Чжань Цзиньвэй   | Лю Ваньтин Цзи Чуньмэй              | 6-3 6-1           |
| 8.  | 21 февраля 2010 | Сюрпрайз, США         | Хард       | Цзи Чуньмэй      | Кортни Нагль Кристина Фузано        | 5-7 6-2 [10-5]    |
| 9.  | 7 марта 2010    | Хэммонд, США          | Хард       | Чжоу Имяо        | Кортни Нагль Кристина Фузано        | 6-2 6-2           |
| 10. | 14 марта 2010   | Клирвотер, США        | Хард       | Чжоу Имяо        | Алина Жидкова Лаура Зигемунд        | 6-4 6-4           |
| 11. | 16 мая 2010     | Куруме, Япония        | Ковёр      | Сунь Шэннань     | Каролина Плишкова Кристина Плишкова | 6-0 6-3           |
| 12. | 11 июля 2010    | Фучжоу, Китай         | Хард       | Ою Шаочжо        | Аяка Маэкава Гао Шаоюань            | 3-6 6-1 [10-2]    |
| 13. | 26 мая 2012     | Чханвон, Южная Корея  | Хард       | Лю Ваньтин       | Чжан Кайлинь Ян Чжаосюань           | 6-4 7-5           |
| 14. | 3 июня 2012     | Кимчхон, Южная Корея  | Хард       | Ху Юэюэ          | Лян Чэнь Сунь Шэннань               | 6-0 3-6 [10-7]    |
| 15. | 22 июля 2012    | Эвансвилл, США        | Хард       | Дуань Инъин      | Мэллори Бердетт Натали Плускота     | 6-2 6-3           |
| 16. | 28 июля 2012    | Лексингтон, США       | Хард       | Сюко Аояма       | Юлия Глушко Оливия Роговска         | 7-5 6-7(4) [10-4] |
| 17. | 3 ноября 2013   | Нанкин, Китай         | Хард       | Мисаки Дои       | Ярослава Шведова Чжан Шуай          | 6-1 6-4           |
| 18. | 16 февраля 2014 | Ранчо-Санта-Фе, США   | Хард       | Саманта Кроуфорд | Кэри Вонг Даниэлла Лао              | 3-6 6-2 [12-10]   |
| 19. | 7 марта 2014    | Цюаньчжоу, Китай      | Хард       | Чжань Цзиньвэй   | Сунь Цзыюэ Сюй Шилинь               | 7-6(4) 6-1        |
| 20. | 2 мая 2015      | Гифу, Япония          | Хард       | Ван Яфань        | Ан-Софи Местах Эмили Уэбли-Смит     | 6-2 6-3           |
| 21. | 8 мая 2015      | Аньнин, Китай         | Грунт      | Чжэн Сайсай      | Е Цююй Ян Чжаосюань                 | 7-5 6-2           |
| 22. | 21 июня 2015    | Илкли, Великобритания | Трава      | Ралука Олару     | Ан-Софи Местах Деми Схюрс           | 6-3 6-4           |

#### Поражения (13)
| №   | Дата            | Турнир                | Покрытие | Партнёрша      | Соперницы в финале                | Счёт            |
| 1.  | 30 июля 2006    | Чэнду, Китай          | Хард     | Ся Хуань       | Жэнь Цзин Чжан Шуай               | 4-6 2-6         |
| 2.  | 6 августа 2006  | Чанша, Китай          | Хард     | Ся Хуань       | Лю Ваньтин Чэнь Яньчун            | 3-6 3-6         |
| 3.  | 13 мая 2007     | Чэнду, Китай          | Хард     | Хуан Лэй       | Се Яньцзэ Сун Шаньшань            | 3-6 5-7         |
| 4.  | 18 ноября 2007  | Куньмин, Китай        | Хард     | Хань Синьюнь   | Янина Викмайер Урсула Радваньская | 4-6 1-6         |
| 5.  | 28 июня 2008    | Перигё, Франция       | Грунт    | Хань Синьюнь   | Анна-Лена Грёнефельд Ипек Шеноглу | 3-6 4-6         |
| 6.  | 8 февраля 2009  | Берни, Австралия      | Хард     | Чжоу Имяо      | Моника Адамчак Абигейл Спирс      | 2-6 4-6         |
| 7.  | 23 мая 2010     | Каруидзава, Япония    | Ковёр    | Сунь Шэннань   | Акико Ёнэмура Аюми Ока            | 6-7(1) 3-6      |
| 8.  | 16 октября 2011 | Калгурли, Австралия   | Хард     | Чжан Кайлинь   | Кейси Деллакква Оливия Роговска   | 1-6 1-6         |
| 9.  | 13 апреля 2012  | Вэньшань, Китай       | Хард     | Лю Ваньтин     | Се Шувэй Се Шуин                  | 3-6 2-6         |
| 10. | 15 июля 2012    | Якима, США            | Хард     | Чжоу Имяо      | Мэдисон Киз Саманта Кроуфорд      | 3-6 6-2 [10-12] |
| 11. | 24 февраля 2013 | Сюрпрайз, США         | Хард     | Эмили Харман   | Сачия Викери Саманта Кроуфорд     | 3-6 6-3 [7-10]  |
| 12. | 18 мая 2013     | Баликпапан, Индонезия | Хард     | Чэнь И         | Наоми Броуди Теодора Мирчич       | 3-6 3-6         |
| 13. | 27 июля 2014    | Наньчан, Китай        | Хард     | Чжань Цзиньвэй | Дзюнри Намигата Чжуан Цзяжун      | 6-7(4) 3-6      |

### ФиналыБольшого шлемав смешанном парном разряде (1)

#### Поражение (1)
| №  | Год  | Турнир   | Покрытие | Партнёрша    | Соперники в финале         | Счёт           |
| 1. | 2023 | Уимблдон | Трава    | Йоран Влиген | Людмила Киченок Мате Павич | 4-6 7-6(9) 3-6 |